# 諾維喬克
諾維喬克（俄語：новичок，發音：[nəvʲɪˈt͡ɕɵk] ⓘ，直译：「新手、新人」），是蘇聯（解体后主体为俄羅斯）於1971年至1993年間開發的一系列神經毒劑。研發諾維喬克之科學家聲稱這是他們所研發出毒性最强的神經毒劑，有些衍生物的毒性可能為VX的五至八倍，有些衍生物質毒性可能為梭曼（甲氟膦酸頻那酯）的十倍。
諾維喬克為蘇聯FOLIANT計畫中的一環。據信，其有五種衍生物被用於軍事用途上其中最通用的為諾維喬克5號A-232。諾維喬克試劑從未被用在戰場上。

## 历史
英國政府證實，2018年3月在英格蘭威爾特郡索爾茲伯里發生的俄羅斯前間諜毒殺案中使用了諾維喬克。來自四間全球禁止化學武器組織的實驗室一致確認了此事。。在此案發生四個月後，於威爾特郡埃姆斯伯里發生的2018埃姆斯伯里毒殺案同樣有檢驗出諾維喬克。這場毒殺案導致一人死亡、三人病危及一位員警住院；但俄羅斯政府否認其曾有以諾維喬克的名義製造或是研發任何藥劑。
諾維喬克自1990年代便被大量西方秘密地下組織所知悉，在2016年，伊朗的化學家合成並分析了五種諾維喬克類試劑，且將其詳細的質譜數據添加至禁止化學武器組織的中央分析數據庫。在這之前，公開的科學數據庫中並沒有關於諾喬維克質譜特性的詳細描述。
據稱，2017年，在捷克共和國合成了少量的諾維喬克A-230，其目的為對其作進一步分析並協助對抗這些毒性物質。

## 性質與描述
維爾·米爾扎亞諾夫是首次提供了這些毒劑相關描述的人。這些毒劑會散佈在氣溶膠的超細粉末中，而非氣體或蒸氣中；且具有十分獨特的性質。要么使用不屬於禁止化學武器公約管控物質的材料合成，或者是通過條約制度檢查無法檢測到的辦法，來合成一組性質相似的二元試劑。該系列中最有效的化合物——諾維喬克-5和諾維喬克-7——據稱比VX強大約五到八倍。而「諾維喬克」名稱是指毒劑的二元形式，最終化合物由其代碼號（例如A-232）表示。第一組諾維喬克系列化合物實際上是已知的V系列神經毒劑VR的二元試劑，而後續的諾維喬克試劑則是其他化合物的二元形式，例如A-232和A-234。

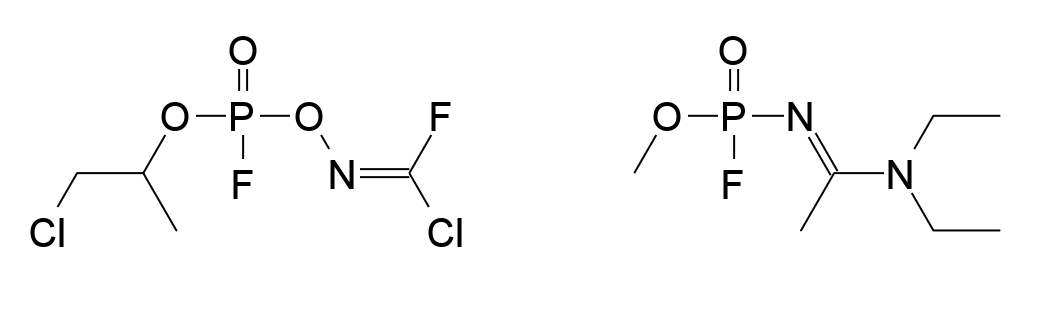
聲稱為諾維喬克毒劑的化合物骨架式

根據1997年1月24日軍事情報摘要中美國陸軍國家地面情報中心的機密報告顯示，在「富利安特計劃」（Foliant programme）下開發的A-232毒劑、及其乙基類似物A-234，「與VX一樣具有劇毒，對梭曼的抑制處理具有抗性，比VX更難檢測和更容易合成」。據報吿顯示，這些藥劑的二元版本使用乙腈和一種「偽裝成農藥前體」的有機磷酸鹽。且A-234的毒性可能為VX的五至八倍

2016年在伊朗研究的諾維喬克衍生物的骨架式

米爾扎亞諾夫在其自傳中，有提到與西方專家認定結構有所不同的另一種結構的諾維喬克毒劑。他公開地製作了大量的化合物，這是因為在公開文獻中亦有許多毒性較低的同類化合物以新型有機磷殺蟲劑的形式提及，所以這項秘密化學武器研究可以被偽裝成是合法的農藥研究。
據報導稱，這些毒劑能夠通過液體、氣溶膠或氣體形式投放，其中包括砲彈、炸彈、導彈和噴射方式。

### 化學

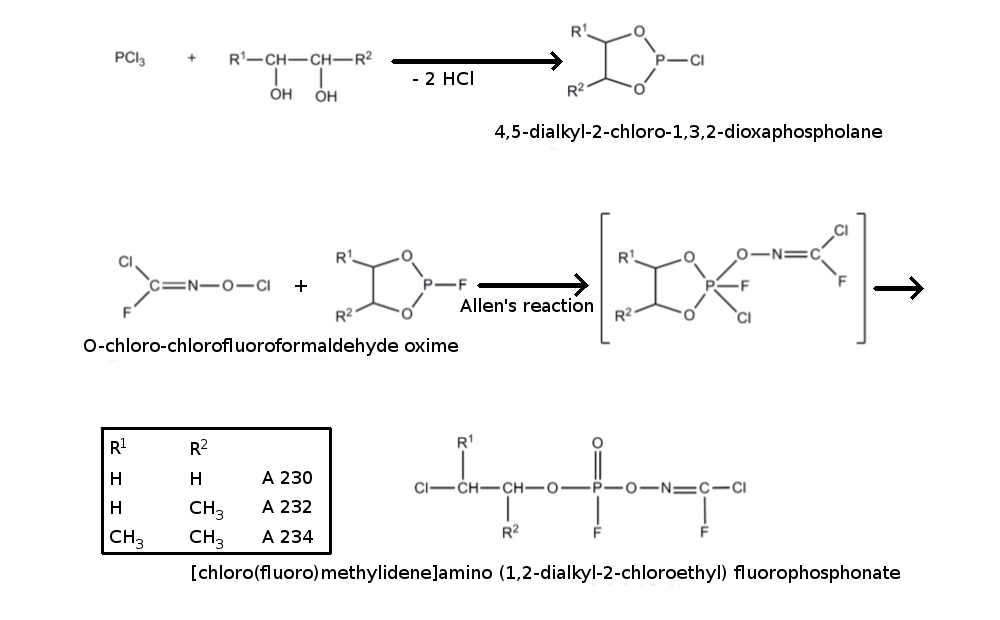
史蒂文·霍尼希所述的A230、A232和A234的合成路徑圖。用最多兩個甲基修飾過的乙二醇與三氯化磷反應，來生成稱之為磷雜環戊烷的環結構。最後的氯原子被氟取代（親核取代）。最後該化合物會與光氣肟類氯化物反應，以打開環鏈並產生產物氟膦酸鹽。

按照化學武器專家喬納森·塔克（Jonathan Tucker）的說法，在「富利安特計劃」中開發的第一組二元配方是用於製造「第33號物質」（即VR毒劑），該毒劑與廣為人知的VX非常相似，但不同之處僅在於其分子鏈上的氮與氧原子上的烷基取代基。而「這類化學武器的代號是諾維喬克。」
社會上已經報導了諾維喬克的各種各樣的潛在結構。其衍生物都具有機磷核心（有時{\displaystyle {\ce {P=O}}}被{\displaystyle {\ce {P=S}}}或{\displaystyle {\ce {P=Se}}}取代），而諾維喬克常被用於描述的是氨基磷酸酯類或膦酸酯類的神經毒素，而最為通常是氟化的酯（參見單氟磷酸酯）。諾維喬克的有機基團種類更多，然而其共同的取代基則是光氣肟或其類似基團。後者本身就是一種強效化學武器（如蕁麻毒素），這預計會增加諾維喬克毒劑所可能造成的毒害作用。許多聲稱諾維喬克類的結構還含有交聯劑基序，後者可以在幾個位置與乙酰膽鹼酯酶的活性位點發生共價結合，這可能也解釋了為什麼是毒劑的特徵就是酶的快速變性。
一位來自加州大學聖地亞哥分校的化學家——佐蘭·拉迪奇（Zoran Radić）將「米爾扎亞諾夫版本的A-232結構」和「乙酰膽鹼酯酶的活性位點」之間的抗性進行了計算機對接研究。該模型預測兩者具有很高的結合親和力，且A-232與乙酰膽鹼酯酶活性位點中的絲氨酸殘基緊密配合形成共價鍵；其與沙林和梭曼這類已建立數據庫的神經毒劑一樣，具有相類似結合模式。

### 化學結構
有两种有機磷製劑都被歸類為諾維喬克毒劑。第一種是有二鹵甲醛肟基團的有機磷化合物，其通式如下：其中的{\displaystyle {\ce {R}}}可以是烷基、烷氧基、烷氨基或氟，而{\displaystyle {\ce {X}}}為鹵素（氟、氯、溴等），或是像C≡N等擬鹵素。這些化合物被廣泛地記載在當時的蘇聯文獻中，但不確定是否包括所有的諾維喬克毒劑。
米爾扎亞諾夫在其自傳中有提到另一種結構的諾維喬克毒劑，其結構如下：